# Beuvardes
Beuvardes é uma comuna francesa na região administrativa de Altos da França, no departamento de Aisne. Estende-se por uma área de 15,66 km². Em 2010 a comuna tinha 756 habitantes (densidade: 48,3 hab./km²).